# Juan Carlos Rodríguez (Fußballspieler)
Juan Carlos Rodríguez Moreno (* 19. Januar 1965 in Puente Castro bei León), genannt Juan Carlos, ist ein ehemaliger spanischer Fußballspieler.

## Karriere als Spieler
Juan Carlos absolvierte 14 Spielzeiten in der spanischen Primera División und stand 1992 im Finale des Europapokals der Landesmeister in der Startelf des späteren Siegers FC Barcelona.
1984 begann er seine Profikarriere bei Real Valladolid und wechselte nach drei Jahren und nur vier Ligaspielen zu Atlético Madrid, wo er in vier Spielzeiten ebenfalls kaum eingesetzt wurde, bevor er 1991 zum FC Barcelona ging. Für die Katalanen stand er bis 1994 in 67 Partien auf dem Feld und feierte am 20. Mai 1992 im Endspiel gegen Sampdoria Genua den erstmaligen Gewinn des Europapokals der Landesmeister der Klubgeschichte. Mit dem FC Barcelona wurde Juan Carlos außerdem 1992, 1993 und 1994 Spanischer Meister. Nach einem Jahr in Valencia kehrte der blonde Linksverteidiger 1995 zu seinem Heimatklub Valladolid zurück, für den er noch bis 1998 als Stammspieler aktiv war.
Am 17. April 1991 debütierte Juan Carlos für Spanien. Dieses Spiel gegen Rumänien blieb sein einziger Auftritt in der Seleccíon.
Juan Carlos spielte darüber hinaus für die Fußballauswahl seiner Heimatregion Kastilien und León.

## Erfolge
- dreimal spanischer Meister (1992, 1993, 1994)
- einmal spanischer Pokalsieger (1991)
- zweimal spanischer Supercupsieger (1992, 1993)
- einmal Europapokal der Landesmeister (1992)
- einmal UEFA-Supercup-Sieger (1992)
- einmal U21-Europameister (1986)